# Jabalpur (stad)
Jabalpur is een grote stad in de Indiase deelstaat Madhya Pradesh. De stad is gelegen in het gelijknamige district Jabalpur en heeft 951.469 inwoners (2001).
De stad ligt in het hart van India en is vooral belangrijk als cultureel en educatief centrum. De stad vormt ook een belangrijk kruispunt van grote wegen.

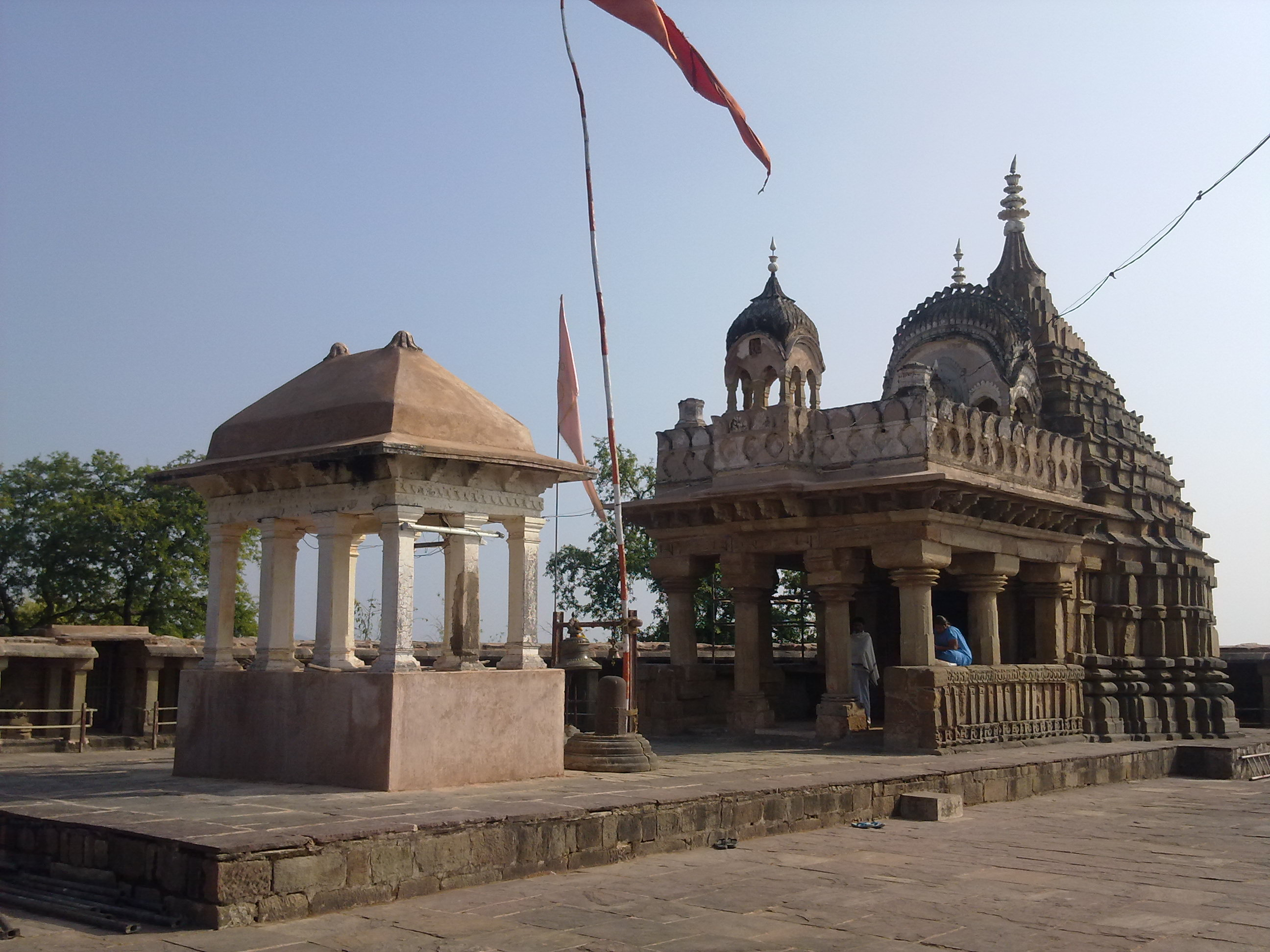
Chausath Yogini Tempel
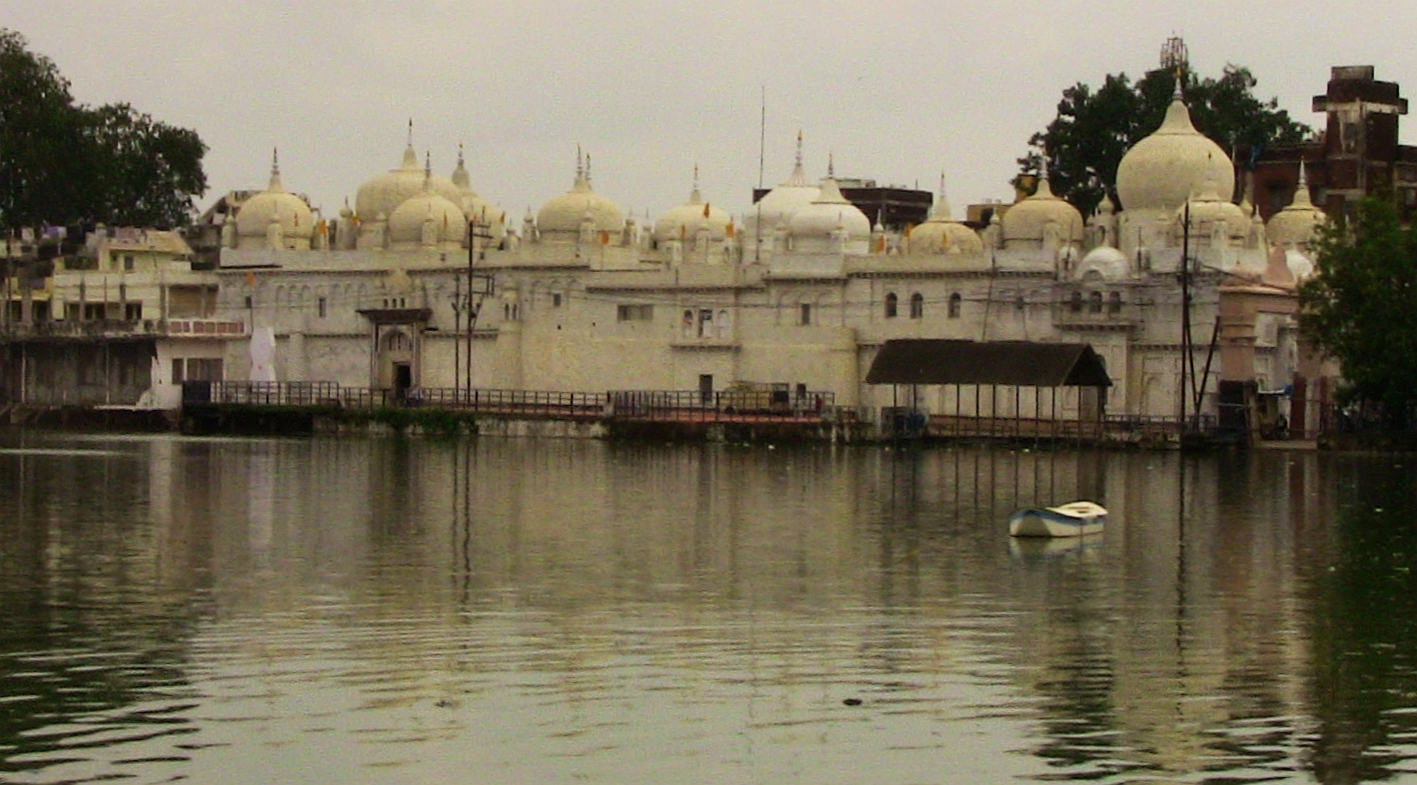
Hanumantal
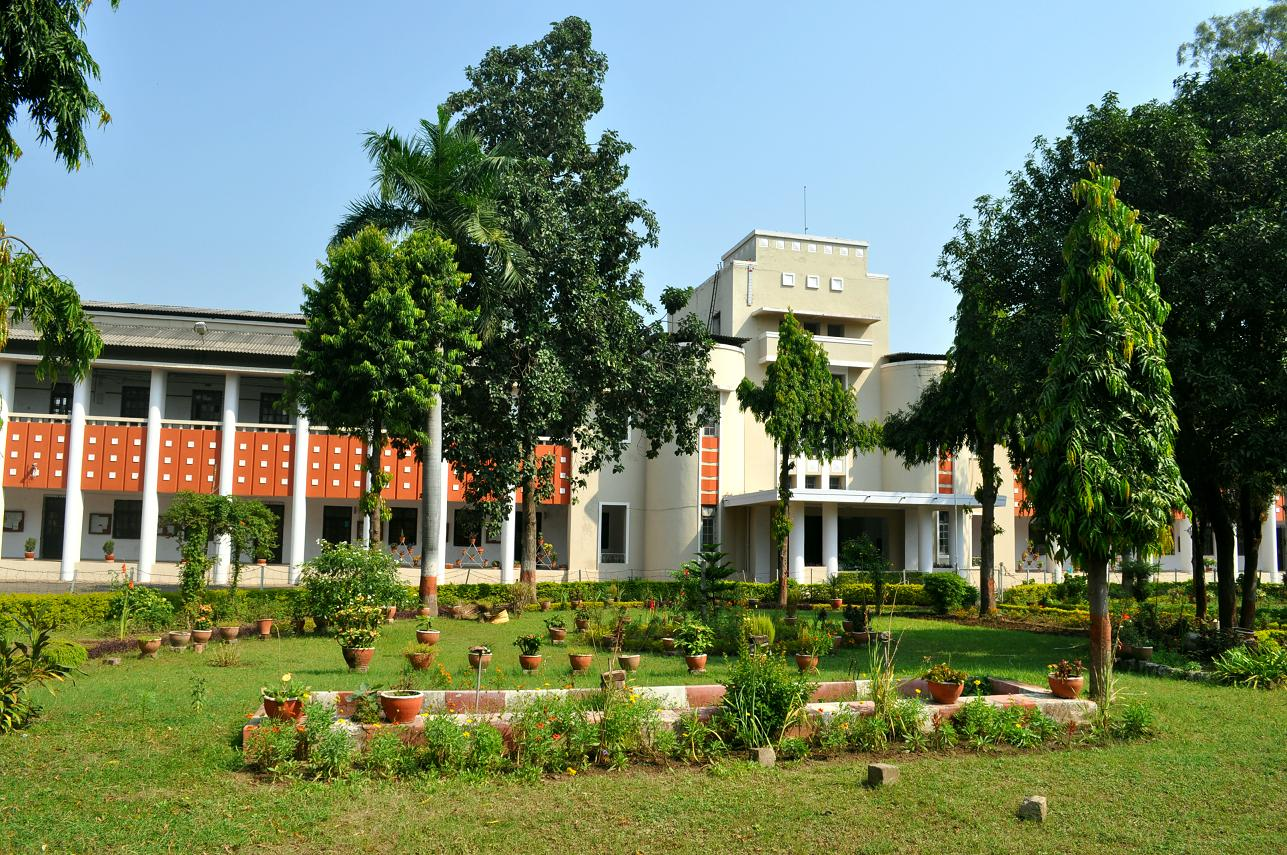
Ingenieurs universiteit
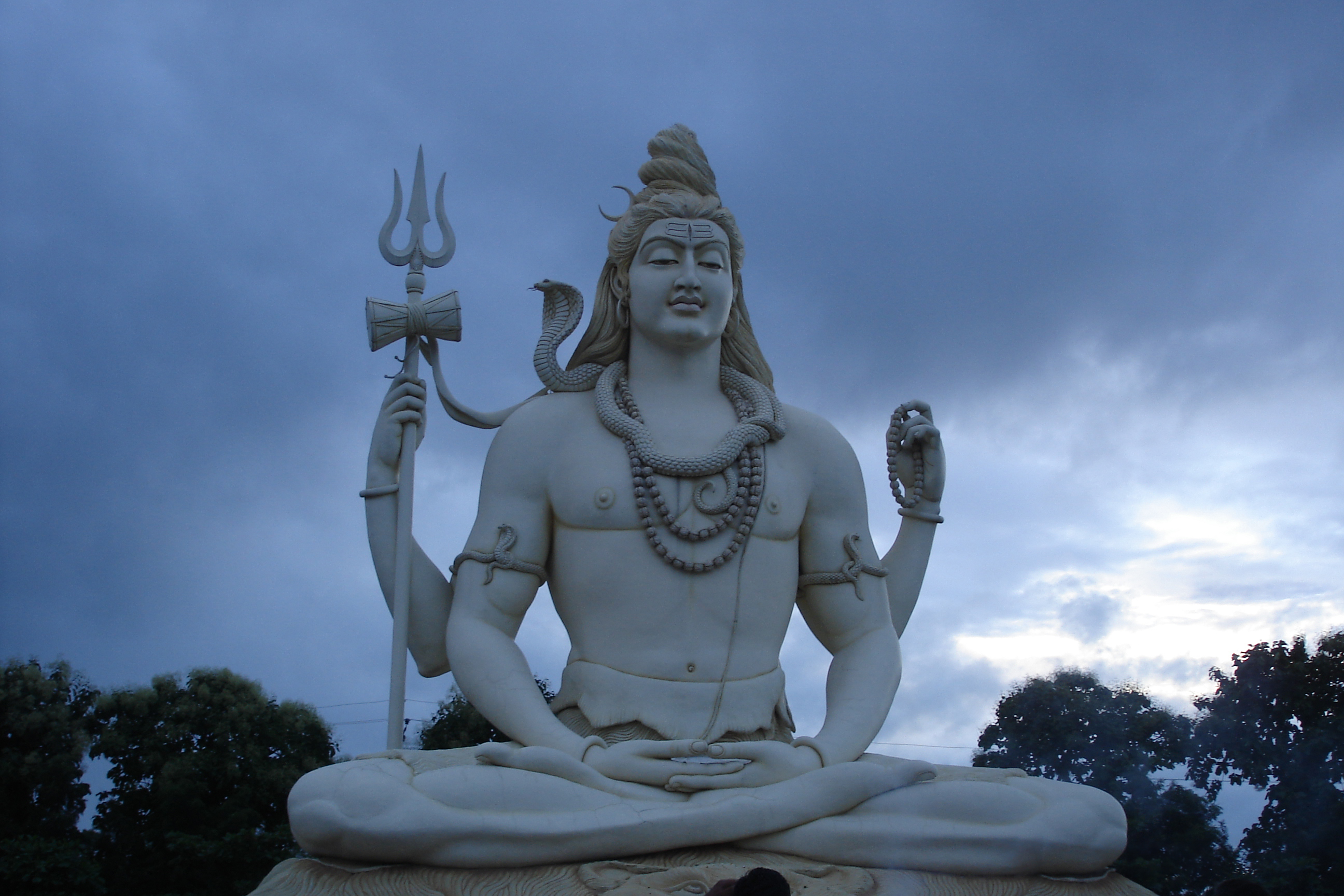
Shiv standbeeld

## Geboren
- Arjun Rampal (1972), acteur